# Het mooie meisje van Samos
Het mooie meisje van Samos is een hoorspel naar de komedie Samia van Menander, waarvan grote samenhangende fragmenten bewaard zijn gebleven. Charles Cordier bewerkte ze tot La Samienne. Dogi Rugani vertaalde die tekst en de VARA zond hem als hoorspel uit op 9 februari 1963, van 14.50 uur tot 16.25 uur (met een herhaling op 18 april 1964). Salomon de Vries jr. was de regisseur.

## Rolbezetting
- Fé Sciarone (het mooie meisje van Samos, Chrysis)
- Louis de Bree (haar man, Demeas)
- Johan Wolder (zijn zoon, Moschion)
- Frans Somers (de buur en stuurman, Nikerate)
- Els Buitendijk (zijn dochter, Callinice)
- Wam Heskes (de kok, Aristobolos)
- Huib Orizand (de slaaf, Parmenon)

## Inhoud
Deze komedie berust op misverstanden en slechte communicatie, maar uiteindelijk komt alles weer op zijn pootjes terecht. De vader, een Atheen, gooit zijn maîtresse buiten (een vreemde met wie hij niet zou kunnen trouwen), omdat hij er haar van verdenkt een kind te verwachten van zijn zoon. Hij stuurt haar weg met woorden als 'Nu zal je eens zien wat het leven op straat is: voor je 'gunsten' zal je een paar drachmen krijgen en uitgenodigd worden op een etentje, en dat zal het dan geweest zijn'. In werkelijkheid is het kind dat hij haar dan ziet opvoeden niet van haar, maar van zijn buurmans dochter, de echte geliefde van zijn zoon. Hij neemt haar dan ook weer binnen en ze vergeeft hem zonder enig verwijt. De zoon, ontsteld door de verwijten van zijn vader, doet alsof hij hem zal verlaten als hij vergiffenis heeft gekregen, maar hij blijft en huwt met 'het meisje van naast de deur’.